# Aimo Heilmann
Aimo-Rhys Heilmann (* 22. Oktober 1974 in Leipzig) ist ein ehemaliger deutscher Schwimmer, der 1996 eine olympische Bronzemedaille gewann.
Heilmann schwamm für den SC Magdeburg und trainierte bei Lutz Wanja, nach den Olympischen Spielen 1996 wechselte er zum Potsdamer SV. Bei den Junioreneuropameisterschaften 1991 gewann er Gold mit der 4-mal-100-Meter-Freistilstaffel und Silber mit der 4-mal-200-Meter-Freistilstaffel. Nachdem der 1,99 Meter lange Schwimmer bei den Deutschen Meisterschaften 1994 den fünften Platz über 100 Meter Freistil belegt hatte, erreichte er 1995 hinter Steffen Zesner den zweiten Platz über 200 Meter. Im gleichen Jahr siegte er bei den Deutschen Kurzbahnmeisterschaften über 200 Meter. Seinen ersten Meistertitel auf der 50-Meter-Bahn gewann Heilmann 1996., Bei den Olympischen Spielen 1996 belegte Heilmann auf der 200-Meter-Freistilstrecke als Sieger des B-Finales den neunten Platz. Die deutsche 4-mal-200-Meter-Freistilstaffel in der Besetzung Aimo Heilmann, Christian Keller, Christian Tröger und Steffen Zesner gewann die Bronzemedaille hinter der US-Staffel und den Schweden. Für diesen Erfolg erhielten er und seine Staffelkameraden vom Bundespräsidenten das Silberne Lorbeerblatt.
1997 bei den Kurzbahnweltmeisterschaften in Göteborg siegte die deutsche 4-mal-100-Meter-Freistilstaffel in der Besetzung Lars Conrad, Christian Tröger, Alexander Lüderitz und Aimo Heilmann vor den schwedischen Gastgebern. 1998 belegte Heilmann über seine beiden Freistilstrecken jeweils den zweiten Platz bei den Deutschen Meisterschaften; 1999 gewann er dann beide Titel.